# 駝背手躄魚
駝背手躄魚，又稱駝背躄魚、新幾內亞躄魚，是輻鰭魚綱鮟鱇目躄魚亞目躄魚科的其中一種。

## 分布
本魚分布於印度太平洋區，包括琉球群島、台灣、菲律賓、新幾內亞、東非、大溪地等海域。

## 深度
水深0~2公尺。

## 特徵
本魚體側扁，卵圓形，腹部膨大，尾柄明顯。頭高大，頭背緣陡斜。體密被二分叉細棘及白色乳狀突；吻短。眼小。口裂大，下頜突出；上下頜、鋤骨及腭骨均具齒。第一背鰭第一棘骨質基部較第二棘為短，其先端之長卵形肉質部具成束的絲狀物。背鰭兩個，具3棘，第一背鰭特化為吻觸手，其長短於第二硬棘，末端具釣餌。第二背鰭長，具軟條11~13枚；臀鰭具軟條7~8枚；腹鰭顯然短於胸鰭；胸鰭軟條8~10枚。體成鼠灰色有極細之暗色點散布。體長可達7公分。

## 生態
本魚棲息在潮間帶礁台上，以其吻觸手捕食小魚。所產之卵，形成絲狀團狀，具有漂浮力。

## 經濟利用
不具任何經濟價值，只能用於科學研究。